# マヤ・サンサ
マヤ・サンサ（Maya Sansa, 1975年9月25日 - ）は、イタリアの女優。

## 経歴
1975年9月25日、ローマに生まれる。1999年、マルコ・ベロッキオ監督の『乳母』で主演を務める。2004年、『輝ける青春』でナストロ・ダルジェント主演女優賞を受賞する。2012年、『眠れる美女』に出演する。

## フィルモグラフィー

### 映画
- 乳母（1999年）
- 夜よ、こんにちは（2003年）
- 輝ける青春（2003年）
- エシュロン 対NSA網侵入作戦（2006年）
- レディ・エージェント 第三帝国を滅ぼした女たち（2008年）
- やがて来たる者へ（2009年）
- 最初の人間（2011年）
- 眠れる美女（2012年）
- 長い裏切りの短い物語（2012年）

## 受賞
- 2004年 - ナストロ・ダルジェント主演女優賞（『輝ける青春』）